# Les Adieux à la reine (film)
Pour le roman homonyme ayant inspiré le film, voir Les Adieux à la reine.
Pour plus de détails, voir Fiche technique et Distribution.
Les Adieux à la reine est un film français écrit et réalisé par Benoît Jacquot, sorti en 2012. C'est un drame historique.
Le film, présenté en ouverture de la Berlinale 2012, est une adaptation du roman éponyme de Chantal Thomas. C'est la chronique de la vie de cour au château de Versailles entre le 15 et le 18 juillet 1789, au moment où, après la prise de la Bastille, les habitants, nobles comme serviteurs, s'apprêtent à fuir cette « prison dorée ». Il se focalise sur les rapports entre la reine (Diane Kruger) et sa jeune lectrice (Léa Seydoux).
Sorti en France le 15 mars 2012, le film reçoit le prix Louis-Delluc du meilleur film de l'année 2012, ainsi que trois César en 2013, ceux des meilleurs décors, des meilleurs costumes et de la meilleure photographie. En France, il est salué par la critique et il essuie un lourd échec commercial.

## Synopsis
La révolution française vient de commencer. L’action se déroule à la cour de Versailles pendant les trois jours qui suivent la prise de la Bastille du 14 juillet 1789. La jeune Sidonie Laborde (Léa Seydoux), orpheline de père et de mère, a été engagée comme lectrice adjointe de la reine Marie-Antoinette (Diane Kruger). Elle est logée avec les autres domestiques dans les communs du château, où les rumeurs sur les puissants vont bon train. Par son choix avisé des lectures (parfois audacieuses), Sidonie tisse peu à peu avec cette dernière un lien qu'elle pense être de l'amitié. Elle se prend même à rêver de supplanter Gabrielle de Polignac (Virginie Ledoyen), meilleure amie et maitresse de Marie-Antoinette (le film suppose que la reine et Gabrielle entretenaient une relation lesbienne).
C'est sans compter avec l'esprit de caste et l'égoïsme de sa reine. Lorsque la nouvelle de la prise de la Bastille fait vaciller la monarchie et sème la panique à la cour, Sidonie reste fidèle à son poste. Le 16 juillet, la reine fait préparer ses bagages dans le but d’aller se réfugier dans la place forte de Metz, et elle demande à Sidonie de lui préparer une carte du parcours à partir d'ouvrages de la bibliothèque. Le roi Louis XVI, indécis et pacifique ne choisit pas entre la répression de l'insurrection (à partir de Metz) et le dialogue (en rappelant le ministre réformateur Necker), il reste passif à Versailles au grand dam de la reine qui doit renoncer au départ.
Sans état d'âme, cette dernière manipule les sentiments troubles de sa lectrice pour sauver sa chère Gabrielle, cible de prédilection du peuple parisien. Elle organise la fuite de cette dernière en Suisse et utilise Sidonie comme un leurre pour la protéger en lui faisant revêtir une splendide robe de la duchesse. Ainsi, elle passe la frontière dans la même voiture que le couple de Polignac déguisé en domestiques et, par fidélité à sa reine, elle prend sans broncher, en habits de duchesse, le risque d’attirer sur elle la vindicte populaire.

Costumes du film, lors de l'exposition Marie-Antoinette, métamorphoses d’une image en 2019
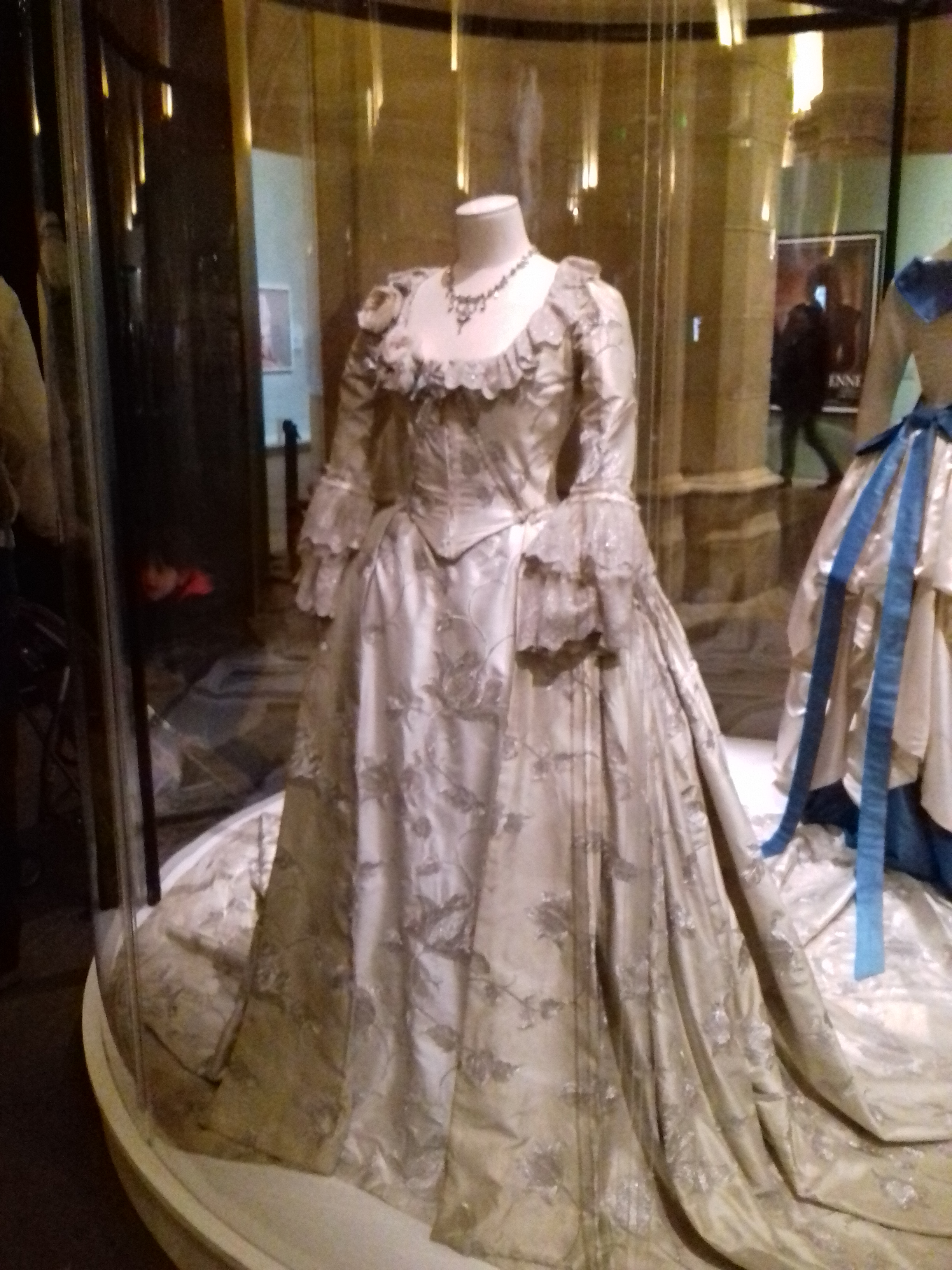
Robe d'apparat.
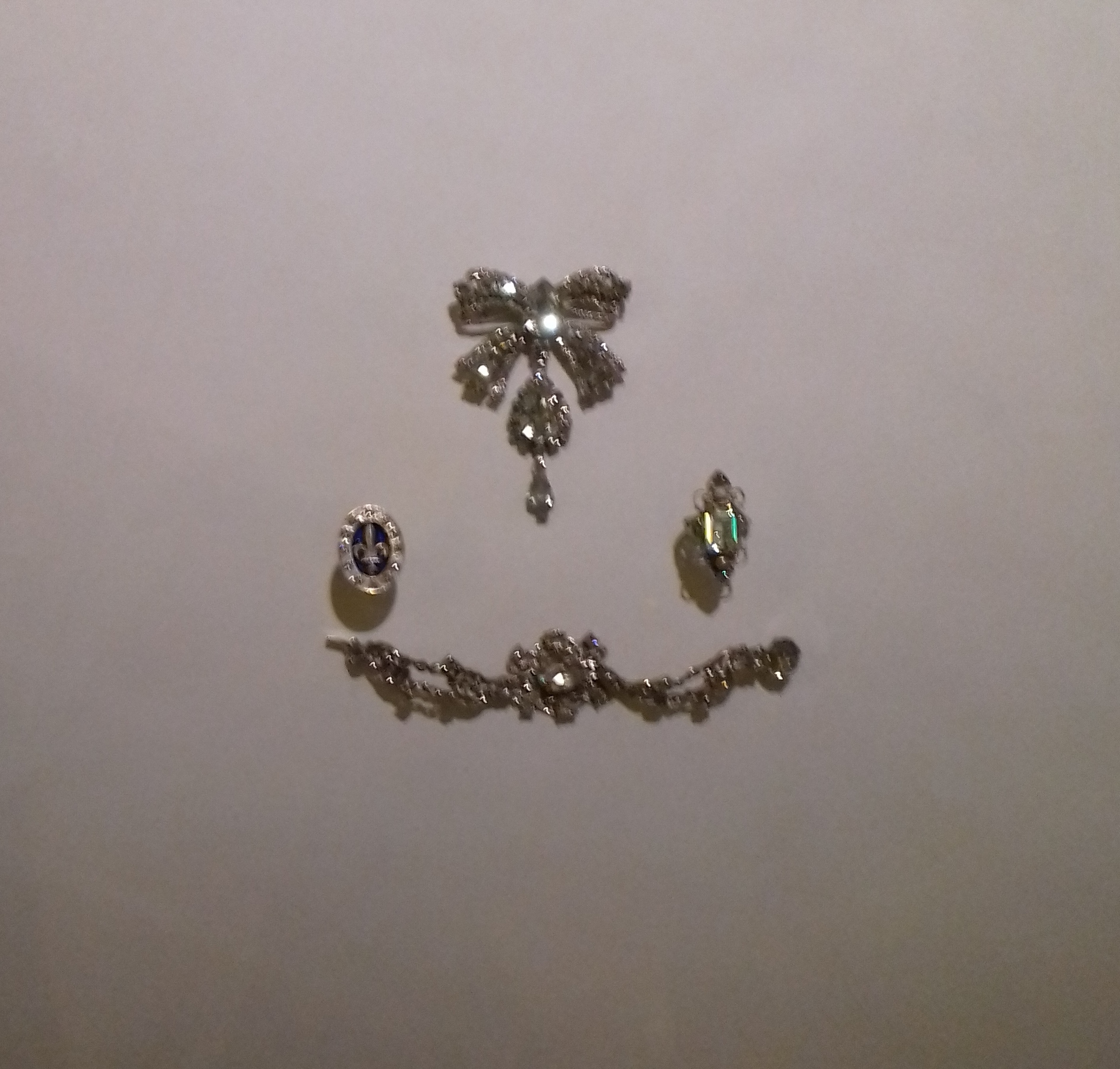
Bracelet, bagues et broche, pour la robe d'apparat.
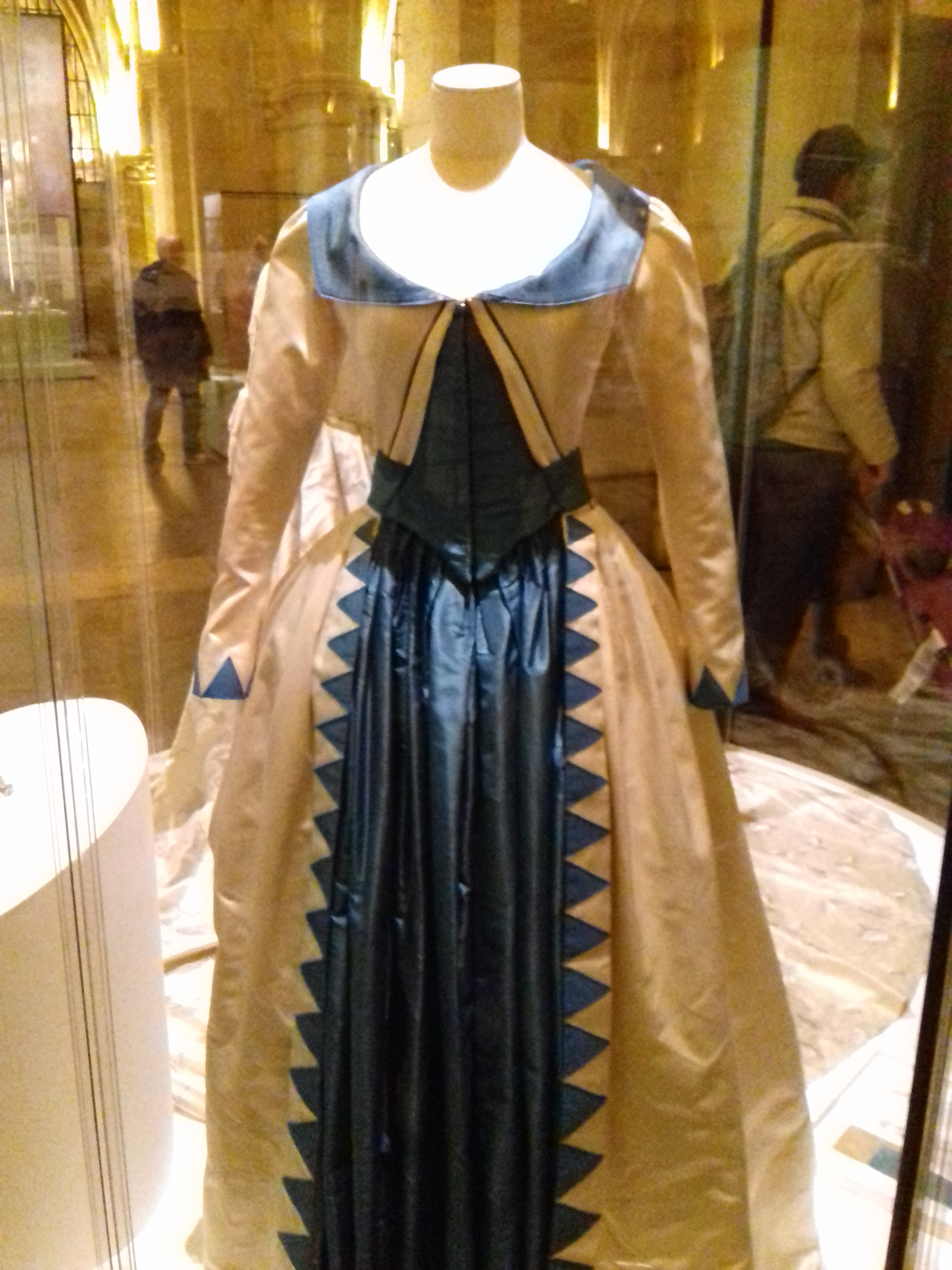
Robe en soie ivoire et bleue.

## Fiche technique
- Titre original : Les Adieux à la reine
- Titre international : Farewell, My Queen
- Réalisation : Benoît Jacquot
- Scénario : Benoît Jacquot et Gilles Taurand, d'après le roman homonyme de Chantal Thomas (Prix Femina en 2002)
- Musique : Bruno Coulais
- Photographie : Romain Winding
- Son : Brigitte Taillandier
- Costumes : Christian Gasc et Valérie Ranchoux
- Montage : Luc Barnier
- Décors : Katia Wyszkop
- Production : Jean-Pierre Guérin
  - Post-production : Frédéric J. Lozet
  - Production exécutive : Christophe Valette
  - Production déléguée : Jean-Pierre Guérin, Kristina Larsen et Pedro Uriol
- Société de production : GMT Productions
- Société de distribution : Ad Vitam
- Pays de production :  France
- Budget : 7 820 000 €[4]
- Genre : historique, drame
- Dates de sortie :
  - Allemagne : 9 février 2012 (Berlinale)
  - États-Unis : 2 mars 2012 (Festival Rendez-Vous with French Cinema de New York)
  - France : 21 mars 2012
  - Belgique : 21 mars 2012

## Distribution
- Léa Seydoux : Sidonie Laborde
- Diane Krüger : Marie-Antoinette
- Virginie Ledoyen : Gabrielle de Polignac
- Xavier Beauvois : Louis XVI
- Noémie Lvovsky : Madame Campan
- Michel Robin : Jacob-Nicolas Moreau, bibliothécaire de la reine
- Julie-Marie Parmentier : Honorine
- Lolita Chammah : Louison
- Marthe Caufman : Alice
- Vladimir Consigny : Paolo
- Jacques Boudet : Monsieur de la Tour du Pin
- Martine Chevallier : Madame de la Tour du Pin
- Grégory Gadebois : Comte de Provence
- Francis Leplay : Comte d'Artois
- Jacques Nolot : Monsieur de Jolivet
- Serge Renko : Marquis de la Chesnaye
- Dominique Reymond : Madame
- Jean-Chrétien Sibertin-Blanc : Monsieur de Polignac
- Jacques Herlin : Marquis de Vaucouleurs
- Anne Benoît : Rose Bertin
- Hervé Pierre : l'abbé Hérissé
- Aladin Reibel : l'abbé Cornu de la Balivière
- Jean-Marc Stehlé : le maréchal de Broglie
- Gilles David : le vicaire Moullet
- Pierre Rochefort : le valet Antonin
- Rodolphe Congé : l'officier de la Garde Nationale
- Philippe Pasquini : un paysan révolutionnaire
- Eric Moreau : un révolutionnaire (non crédité)
- Luc Palun : (non crédité)
- Yves Penay : Monsieur de Barentin
- Sonia Joubert : Augustine
- Thibault Sauvaige : Gustav
- Pierre Berriau : le premier huissier
- Pascal Vannson : Ll deuxième huissier
- Maurice Delaistier : le secrétaire violoniste
- Emmanuelle Bougerol : une fille de cuisine
- Véronique Nordey : Madame Tournon
- Jean-Pierre Guérin : Monsieur Janvier
- Françoise Bertin : la veille marquise

## Projet et réalisation du film
Avant d'avoir voulu l'adapter, Benoît Jacquot dit s'être d'abord intéressé à l'œuvre de Chantal Thomas pour « la concentration dans un lieu et dans un temps déterminés ».
Pour le choix des actrices, Benoît Jacquot a décidé de rajeunir le personnage de Sidonie Laborde, qui a 44 ans dans l'ouvrage de Chantal Thomas, pour donner le rôle à « une actrice exprimant une grande sensualité », l'attribuant ainsi à Léa Seydoux. Il a cherché l'interprète de Marie-Antoinette après celui de Sidonie, avec le désir de choisir une actrice étrangère. Eva Green a d'abord été envisagée mais sa participation à un film de Tim Burton a rendu incompatible son agenda avec le tournage des Adieux à la reine. Gérard Depardieu était initialement au casting. Diane Kruger a ensuite fait elle-même la démarche en insistant sur son grand intérêt pour le rôle. Quant à Virginie Ledoyen, le réalisateur la retrouve après avoir contribué à la révéler dans La Fille seule en 1995. Pour Jacquot, « Ce sont les actrices qui légitiment l'univers du film, et qui légitiment le film ».
Le tournage s'effectue en grande partie au Château de Versailles et au Petit Trianon dans le département des Yvelines, ainsi qu'au Parc de Sceaux dans les Hauts-de-Seine. La grande galerie et la chambre de la reine (située en réalité au Petit Trianon) sont filmés aux châteaux de Chantilly et de Maisons-Laffitte. En obtenant l'autorisation d'installer ses équipes de tournage à Versailles (le lundi, jour de fermeture du château, et les nuits), Benoît Jacquot veut faire du décor « un personnage à part entière ». Pour réaliser ce film historique, le réalisateur a souhaité éviter ce qu'il appelle un « film d'antiquaires » afin d'« établir un lien avec le présent » tout en évitant les anachronismes. Le vocabulaire employé, la diction des jeunes actrices sont contemporains. Il a également demandé à son directeur de la photographie de privilégier la lumière naturelle. L'utilisation importante de la technique de caméra portée traduit la volonté de Jacquot de créer « un sentiment d'immédiateté, comme si on suivait un caméraman d'actualité pendant un évènement violent ».
Le film est dédié à Jacques Tronel (producteur et assistant réalisateur), mort à Paris le 30 juin 2011 (source : générique).

## Controverse
Marie-Antoinette était-elle bisexuelle ? Le présupposé du film de Jacquot est une question controversée. Cette hypothèse n'est pas prouvée, tout comme celle de rapports intimes avec le comte Fersen. L'historienne et spécialiste de Marie-Antoinette Évelyne Lever n'y croit pas, tout en reconnaissant le caractère « admirablement écrit » du livre qui a permis l'écriture du film. Elle déclare ainsi, outre le fait que le personnage de Sidonie Laborde n'a jamais existé (Jacquot déclare que c'est un personnage fictif entouré de personnes historiques : la reine avait des lectrices) : « Il ne faut pas faire de cette amitié très forte [avec Mme de Polignac], et qui n'a pas été sans nuage, une liaison homosexuelle. La reine a été accusée de toutes les turpitudes sexuelles. L'attaque pornographique a toujours été un moyen politique de déstabiliser des personnalités. « On me prête le goût des femmes et celui des amants », raconte-t-elle à sa mère. Ce sont les ennemis de Marie-Antoinette qui ont parlé de son saphisme. Marie-Antoinette, qui n'aimait pas le roi d'amour, a eu des amitiés féminines et peut-être un amant, Fersen ».

## Distinctions

### Récompenses
- 2012 : prix Louis-Delluc du meilleur film[12]
- Césars 2013 :
  - Meilleurs décors (Katia Wyszkop)
  - Meilleurs costumes (Christian Gasc)
  - Meilleure photographie (Romain Winding)

### Nominations
- Césars 2013 :
  - Nomination au César du meilleur film
  - Nomination au César du meilleur réalisateur (Benoît Jacquot)
  - Nomination au César de la meilleure actrice (Léa Seydoux)
  - Nomination au César de la meilleure adaptation (Benoît Jacquot et Gilles Taurand)
  - Nomination au César de la meilleure musique (Bruno Coulais)
  - Nomination au César du meilleur montage (Luc Barnier)
  - Nomination au César du meilleur son (Brigitte Taillandier, Francis Wargnier et Olivier Goinard)